# Reg Mountford
Pour les articles homonymes, voir Mountford.
Reg Mountford, de son nom complet Reginald Charles Mountford, né le 16 juillet 1908 à Darlington et mort le 13 février 1994, est un footballeur et entraîneur anglais. Il évoluait au poste de défenseur central.

## Biographie

### Joueur
Reg Mountford débute sur les terrains de football en tant que joueur du Darlington FC en 1928,.
Il est joueur de Huddersfield Town de 1929 à 1939.

### Entraîneur
Il entraîne l'équipe nationale du Danemark médaillée de bronze durant les Jeux olympiques 1948.

## Palmarès

### Entraîneur
Danemark
- Jeux olympiques :
  -  Bronze : 1948.